# Bulbophyllum cantagallense
Bulbophyllum cantagallense là một loài phong lan thuộc chi Bulbophyllum.